# Sybra laterifusca
Sybra laterifusca là một loài bọ cánh cứng trong họ Cerambycidae.